# Лухт, Эдуард Мартынович
Эдуа́рд Марты́нович Лухт (10 [22] августа 1893 года, с. Каракчора, Крым Российской империи — 29 мая 1940 года, Тюмень, СССР) — эстонец по национальности, советский государственный деятель, военный, морской и полярный летчик СССР, участник боев на КВЖД, организатор авиационных частей в Дальневосточном крае (ДВК), начальник авиационного отделения УКПВО УНКВД ДВК (Хабаровск) — начальник авиации пограничных войск Тихоокеанского пограничного округа; в отставке — командир Обского отдельного отряда ГВФ в Тюмени.
Член РКП(б)/ВКП(б) с 1918 года, член Приморского крайкома ВКП(б), делегат Всероссийского съезда работников воздушного флота (1921).

## Биография
Родился 10 августа 1893 года (22 августа по новому стилю) в с. Каракчора (соврем. назв. с. Горловка, ликвид.) Григорьевской волости Перекопского уезда (ныне Красногвардейского района) Таврической губернии (на северо-западе, в степной части Крыма). Сын кузнеца.
С 1904 года — подручный в кузнице.
Окончил Акчуринское 2-х классное министерское училище, 1-е отделение.
В 1914—1917 годах — служил авиамотористом в Первой воздушной бригаде Балтийского флота (Великое княжество Финляндское в составе Российской империи), матрос.
В 1917 году — принимал участие в штурме Зимнего дворца в Петрограде с 25 на 26 октября. Конвоировал царскую семью в Екатеринбург.
В 1918 году — участник «Ледового похода» Балтийского флота — стратегической операции по перебазированию Балтийского флота из Ревеля (Таллин) и Гельсингфорса (Хельсинки) в Кронштадт, проведенной с 17 февраля по 2 мая, в связи с начавшимся после прекращения Брестских переговоров о мире наступлением германских войск в Прибалтике. Эвакуировал имущество Первой воздушной авиабригады Балтийского флота (в Ревеле).

### Бомбы для Дутова и Врангеля
С лета 1918 года — командир матросской пулеметной роты в гидроавиаотряде Волжской речной и Днепровской флотилиях. Воевал с казаками атамана А. И. Дутова на Волге, с белогвардейцами под Оренбургом, Орском и Актюбинском.
Покровительствовал — командующий 4-й армии РККА, Южной группой войск Восточного фронта М. В. Фрунзе, который лично был знаком с ним в боях, отправил Лухта учиться в летное училище.
В 1919 году — окончил Школу Морской Авиации им. Л. Д. Троцкого в Петрограде (Социалистическая авиашкола рабоче-крестьянского Красного Воздушного флота (РККВФ), бывш. Гатчинская военно-авиационная школа) — с присвоением звания красный морской лётчик.
С мая 1920 года — комиссар, с августа 1920 года — командир звена Туркестанского (Аральского) гидроавиаотряда на Южном фронте. С 1921 года — в Одесском гидроавиаотряде, где учил авиатехнике Сергея Королёва, будущего ракетного конструктора.
За бомбардировку врангелевцев в Крыму представлен к ордену Красного Знамени.

Из наградного листа:

…Летчик Лухт и механик Тийслер на аппарате М-9 производили боевые полеты с начала и до конца кампании. Произведено 24 боевых полета. Полеты производились на аппаратах с ненадежным мотором, и, несмотря на это, действия летчиков отмечались смелостью и хорошими результатами. Все полеты производились под сильным орудийным огнём неприятеля, на высоте не более 700—1200 метров, вследствие чего аппарат получал шрапнельные и пулеметные пробоины. При полетах обстреливали противника пулеметным огнём и наводили панику как на корабли, так и на сухопутные части противника, о чём неоднократно упоминалось в агентурных сведениях…
Вместо ордена Э. М. Лухт получил кожаный костюм.
В 1922 году — окончил Школу высшего пилотажа.
В 1924 году — окончил Высшую военную школу красных морских лётчиков имени Троцкого в Севастополе (совр. назв. ЕВВАУЛ).
В 1924 году — окончил курсы при Военно-воздушной академии РККА им. профессора Н. Е. Жуковского, поступил в Первую военную школу летчиков им. А. Ф. Мясникова — Качинскую авиашколу (совр. назв. КВВАУЛ). Учился в Качинской авиашколе и дружил вместе с будущими участниками спасения челюскинцев и первыми Героями Советского Союза: В.C. Молоковым, М. В. Водопьяновым, С. А. Леваневским.
В 1926 году — служил в 53-м гидроавиаотряде в Севастополе (бухта «Омега»).

### Первая северная воздушная экспедиция
В 1926 году — направлен управлением ВВС РККА для подготовки к Первой северной воздушной экспедиции Осоавиахима СССР: Владивосток — устье реки Лены.
В 1927 году (21 июня — 27 августа) — участник Первой северной воздушной экспедиции Осоавиахима СССР (Владивосток-Тикси-Якутск-Иркутск) — 7,5 тыс. км по воздуху. Руководитель экспедиции — особоуполномоченный Совета Труда и Обороны (управление экономическими комиссариатами) при СНК СССР по Северному морскому пути Г. Д. Красинский. Задача экспедиции — выяснение вопроса о возможности воздушной связи острова Врангеля с мысом Северным (ныне мыс Отто Шмидта), изучение условий полетов над малодоступными областями Заполярья и на трассе от устья Лены до Иркутска.
В состав экспедиции входили пароход «Колыма» (сопровождение) и два самолёта: трехместная летающая лодка «Савоя С.16бис» и пассажирский «Юнкерc Ф.13», переставленный на поплавки. На «Савое» летел начальник летного звена, морской летчик Э. М. Лухт, на «Юнкерсе Ф.13» — морской летчик Е. М. Кошелев. Механиков было трое: Ф. М. Егер (на «Савое»), Г. Т. Побежимов (на «Юнкерсе») и В. Н. Журович (запасной).
В 1927 году — ЦИК Якутии наградил Э. М. Лухта грамотой и нагрудным знаком «Открывателю воздушного пути Якутии от ЯкЦИКа», шкурами белого медведя и песца.
Текст грамоты:

 Дорогой товарищ! Вы сделали огромное трудное дело, совершив в чрезвычайно трудных условиях перелет с «Колымы» на остров Врангеля, а также перелет над не исследованной в воздушном отношении великой рекой Леной. Вы своим перелетом ещё раз доказали, что советская авиация стоит на высоте достижений человеческого гения. Ваш перелет имеет огромное значение во всесоюзном масштабе, но для ЯАССР он имеет исключительное значение.
Вы своим перелетом установили, какие условия нужны для осуществления тесной воздушной связи с веками оторванной от культурных центров нашего Союза Якутией. Вы явились пионерами этого имеющего огромное значение для нас дела.
В ознаменование этого Президиум ЯЦИК и Президиум Осоавиахима ЯАССР жалуют вас шкурой белого медведя, шкурой белого песца, настоящей грамотой и ходатайствуют перед ВЦИК и РВС Союза о награждении Вас орденом Красного Знамени.
В 1927 году — «За проявленное мужество» ВЦИК СССР наградил орденом Красного Знамени.
В 1927 году — награждён знаком «За экспедицию на остров Врангеля. 1924», вып. 1924 года.

### Военная служба на Дальнем Востоке
В 1928 году — назначен командиром 68-го отдельного речного гидроавиаотряда (ОРЕЧГАО)/ в/ч 69034 (Хабаровск-18) Дальневосточной военной флотилии (Амурской военной флотилии АмВФ — Амурские ВВС), базировавшегося в Хабаровске и обеспечивавшего Амурскую военную речную флотилию.
Летал с командующим ОДВА В. К. Блюхером и с командиром Амурской военной флотилии (ДВВФ) военмором Я. И. Озолиным.
По его инициативе канонерскую лодку — бывший монитор «Вихрь» — переоборудовали в несамоходную плавбазу гидроавиации (ПБНГ, авиаматка, мамка) «Амур»: с палубы сняли надстройку, а на её месте соорудили мастерскую-ангар (вместимость — четыре армейских самолета-разведчика Р-1 на поплавках).
В 1928 году — представлен к ордену Красного Знамени повторно — к 10-летию РККА. Комиссия представление отклонила на основании решения Реввоенсовета СССР «не награждать тех, у кого награда была ранее».
Участник боевых действий на КВЖД 1929 года.
В октябре 1929 году участвовал в боях с белокитайцами на реке Сунгари (Сунгарийская операция — с 12 октября по 2 ноября). На морском самолете-разведчике МР-1, будучи командиром 68-го гидроотряда, приписанного к Дальневосточной (Амурской) военной флотилии (ДВВФ), вместе с начштабом Д. И. Боровиковым на втором МР-1, потопили флагман китайской (маньчжурской) флотилии — канонерскую лодку «Цзянхэн» («江亨») (Kiang-Heng), до сентября 1943 года оставалась самым крупным военным кораблем, потопленным советской авиацией.
Из воспоминаний о событиях на КВЖД:

 Летный отряд под командованием Э. М. Лухт обеспечивал боевые действия Особой Дальневосточной армии на участке Хабаровск — Сунгари. В сложных метеоусловиях летчики выполняли воздушную разведку, поддерживали высадку десанта, наносили бомбовые удары по живой силе противника. 30 октября 1929 года летчики потопили самый крупный неприятельский корабль на реке Сунгари — монитор «Киан-Хен» [он же «Цзянхэн», «Кианг-Хенг» или «Дзян-Хен»]. В боях особо отличились командир отряда Э. М. Лухт, летчики Д. И. Боровиков, Б. Я. Козлов, И. Я. Сегедин, П. В. Соловьев, инженер отряда Н. Т. Сухинин. Потерпев поражение, китайские власти были вынуждены 22 декабря 1929 года в Хабаровске подписать протокол, восстанавливающий положение, которое ранее существовало на КВЖД…
В 1929 году — по представлению командующего флотилией, был награждён вторым орденом Красного Знамени. Награду вручил командующий ОКДВА В. К. Блюхер.
С 1929 года — командовал авиацией Особой Краснознаменной Дальневосточной армии (ОКДВА), это подразделение преобразовано в 1938 году во 2-ю Воздушную армию ОКДВА.
В 1930 году — окончил Курсы усовершенствования командного состава (КУКС).
С 1933 года — инспектор по авиации ОГПУ ДВК.
С 1935 по 1938 годы — начальник авиационного отделения УКПВО — Управления пограничной и внутренней охраны УНКВД ДВК (Хабаровск) — Тихоокеанского пограничного округа НКВД, сформировал четыре дальневосточные авиачасти (Хабаровская, Владивостокская, Камчатская, Сахалинская). На Камчатке предложил использовать даровую энергию горячих природных источников для обогрева теплиц. В результате, в рационе авиаторов круглый год были свежие овощи.

### Гражданская служба в Сибири
В 1938 году — демобилизовался в звании полковника.
С 1 октября 1938 года — командир Обского отдельного отряда/группы ГВФ (авиалинии) в Тюмени (ныне аэропорт «Плеханово»).
Основатель Плехановского, Сургутского и Березовского аэропортов. Начальник Главного управления гражданского воздушного флота (ГВФ СССР) В.C. Молоков спас от доноса, который поступил на Лухта в управление.
29 мая 1940 года внезапно скончался в возрасте 46 лет.
Вот что пишет Южаков В. П.:

 Его уходу предшествовала поездка на совещание в Москву. Шестнадцать подчиненных Эдуарда Мартыновича вылетели в столицу на день раньше своего руководителя. Он задержался в Тюмени. На совещание Лухт прибыл один. Все его заместители погибли в авиакатастрофе над Уралом. Самолёт задел линию электропередачи, упал и сгорел. Потрясенный случившимся, Эдуард Мартынович вернулся домой, сказал жене, что устал и хочет отдохнуть. Прилег на диван, уснул и… не проснулся. Сотрудники НКВД запретили делать вскрытие…
Похоронен на Текутьевском кладбище (Ленинский административный округ) в Тюмени. Семья Лухта в 50-е годы выехала в Москву. Долгое время могила была заброшенной.
По свидетельству очевидцев, на могиле стоял деревянный обелиск и пропеллером красного цвета. Потом дерево истлело, исчез пропеллер, осталась только чугунная плита, заросшая травой, на которой с трудом можно было прочесть:
Лухт Эдуард Мартынович, 1893-1940, трижды орденоносец
В 2004 году — в Тюменскую инспекцию по охране и использованию памятников истории и культуры поступило распоряжение из городской администрации — реконструировать надгробие на Текутьевском кладбище. К концу 2008 года работа над памятником была завершена.

## Награды[26]
- 14 декабря 1927 года — орден Красного Знамени «За проявленное мужество» за поход к о. Врангеля[27].
- 13 февраля 1930 года (вручен от 1929 года) — второй орден Красного Знамени «За отличия в боях с белокитайскими милитаристами на КВЖД»[28][29].
- 1927 год — нагрудный знак «Открывателю воздушного пути Якутии от ЯкЦИКа», под № 2.
- 1927 год — знак «За экспедицию на остров Врангеля. 1924», вып. 1924 года[30][31][32].
- 15 октября 1935 года — знак «Почетный работник ВЧК-ГПУ (XV)» (приказ НКВД, № 325), в связи с 20-летием службы авиации.
- 1936 год — золотые часы от НКВД (приказ № 356).
- 22 февраля 1938 года — медаль «XX лет Рабоче-Крестьянской Красной Армии».

## Интересные факты
- В 1928 году впервые из летчиков пролетел под железнодорожным мостом на Амуре у Хабаровска. Самолёт попал на реке в туман и неожиданно показался мост. Лухт принял решение лететь под, а не над мостом. Пассажирами были: командующий ОДВА В. К. Блюхер и командир Амурской военной флотилии (ДВВФ) военмор Я. И. Озолин[33].
- Считался «ангелом-хранителем» участника спасения челюскинцев, летчика А. П. Светогорова[34][35].
- Был одним из первооткрывателей в 1923 году Коктебеля (Крым) — как места для планеризма.

## Семья
Супруга — Мария Васильевна (в девич. Шотова, 1900—1989), в браке с 1920 г., авиамеханик, медсестра Российского Общества Красного Креста (РОКК).
Дочь — Людмила Эдуардовна (1921—1984). Внучка — Дыхнова Наталья Михайловна (р. 1942 г.). Правнук — Дыхнов Максим Анатольевич (р. 1965 г.).
Сын — Эдуард Эдуардович (1940—2012), работал фрезеровщиком на заводе в Москве. Внук — Дмитрий Эдуардович (р. 1963 г.). Правнук — Эдуард Дмитриевич (р. 1986 г.).

## Память
В 1935 году — общественность широко отметила двадцатилетие службы Э. М. Лухта в авиации.
Вот что писала газета «Тихоокеанская звезда» (Хабаровск):

 Это человек влюбленный в туманы Охотского моря, вырисовывающиеся из-за облаков вершины угасших вулканов Камчатки. Он знает и любит свой край, вместе со своими товарищами охраняет его и зорко следит за спокойствием его границ.

Мемориальная доска Эдуарду Лухту в Хабаровске

В 1980 году — инициативная группа ветеранов «Аэрофлота» предложила назвать улицу в Тюмени им. Э. М. Лухта. Улицы с таким названием нет до сих пор.
В Хабаровске Э. М. Лухт ничем памятным до 2016 года отмечен не был.
23 июня 2016 года в Хабаровске, на аэродроме «Центральный», на здании восьмого оао (объединенного авиационного отряда) ФСБ России (Хабаровск, ул. Шкотова, 1), открыта доска в честь Эдуарда Лухта силами Общественного совета по сохранению исторического наследия Дальнего Востока при ВООПИиК (Хабаровск).

## Адреса
Жил в Хабаровске, по ул. Истомина, 18 (Дом Ф. Г. Круговского).
Жил в Тюмени, по ул. Дзержинского, 7.

## Сочинения
Лухт Э. М., Бобров Н. С. Год на острове Врангеля. Северная воздушная экспедиция (экспедиция 1929 г.). Рассказ о пионерах воздухоплавания Арктики. — М.: Работник просвещения, 1929. — 104 с., ил. (Сер. Читальня советской школы, II ступень, 1929 г. № 12).
Лухт Э. М., Бобров Н. С. На остров Врангеля. Северная воздушная экспедиция. — 2-е изд., сокращ. — М. — Л.: Учпедгиз, 1932. — 72 с.
Лухт Э. М. Полет на остров Врангеля. / Воздушные пути севера. Сб. статей, посвященных вопросам освоения Севера. Ред. Анвель Я., Воробьев Б., Каменев С. и др. — М.: Советская Азия, 1933. — 522 с., ил. стр. 280—295.